# 22547 Кімберскот
22547 Кімберскот (22547 Kimberscott) — астероїд головного поясу, відкритий 24 березня 1998 року.
Тіссеранів параметр щодо Юпітера — 3,367.